# صموئيل سانتوس لوبيز
صموئيل سانتوس لوبيز (بالإسبانية: Samuel Santos López)‏ هو دبلوماسي وسياسي نيكاراغوي، ولد في 13 ديسمبر 1938 في ماناغوا في نيكاراغوا. نشط حزبياً في الجبهة الساندينية للتحرير الوطني. وقد انتخب وزير الخارجية (11 يناير 2007 – ).